# Red Hook (Brooklyn)

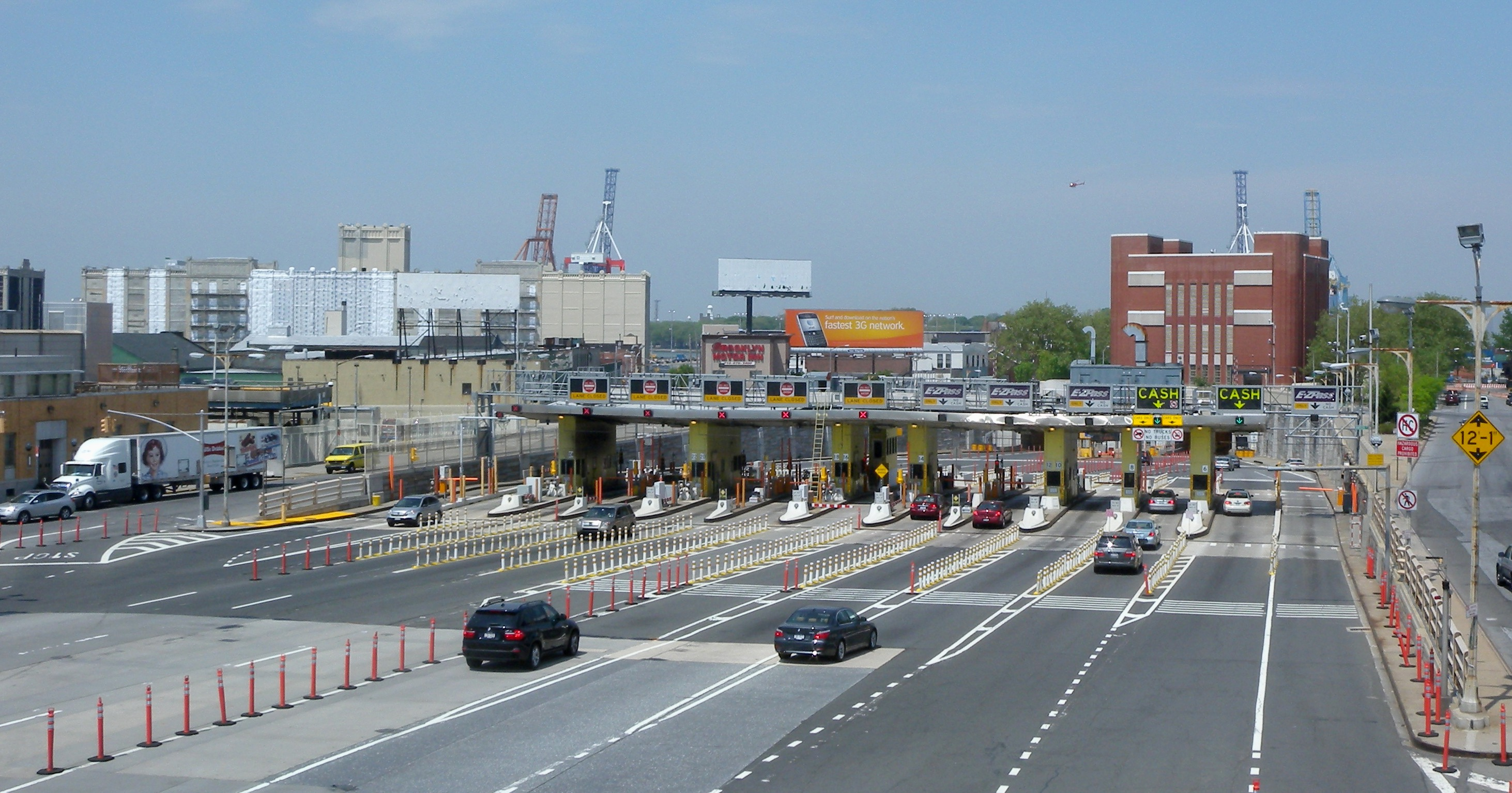
Casello del tunnel Brooklyn–Battery (Hugh L. Carey) a Red Hook

Red Hook è un quartiere di New York borough a Brooklyn, negli Stati Uniti. Si trova su una penisola che si protende nel porto "Upper" di New York.
Una prospera area portuale e marittima all'inizio del XX secolo, l'area è diminuita nell'ultima parte del secolo. Il quartiere fa parte del Brooklyn Community Board 6.

## Residenti famosi
- Carmelo Anthony (1984), giocatore di pallacanestro[1]
- Al Capone (1899-1947), gangster
- Joe Gallo (1929-1972)
- Stephen Kunken (born c. 1971), attore
- H. P. Lovecraft (1890-1937), autore[2]
- James McBride, scrittore[3]
- Norman Mailer, romanziere
- Sarah Rapelje
- Hell Razah, rapper, membro di Sunz of Man
- Matty Rich, regista
- Shabazz the Disciple, rapper, membro del Sunz of Man
- Michael Shannon (1974), attore[4]
- Peter Steele (1962-2010), membro del Type O Negative[5]
- Taz (1967 come Peter Senerchia), ex wrestler professionista [senza fonte]
- Eli Wallach (1915-2014), attore[6]
- Michelle Williams (born 1980), attrice[7]
- Dustin Yellin (1975), artista[8]